# Variationen und Fuge über ein Thema von Händel

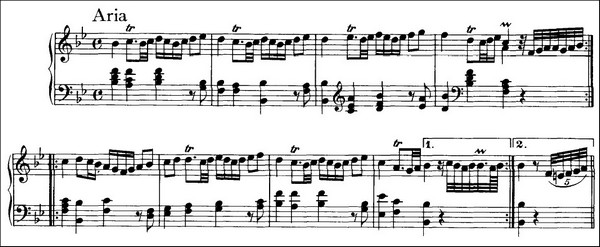
Thema in der Fassung von Johannes Brahms

Variationen und Fuge über ein Thema von Händel op. 24 sind ein Klavierwerk von Johannes Brahms.

## Musikhistorische Einordnung
Mit 28 Jahren schrieb Brahms die Händel-Variationen im September 1861 in Hamburg-Hamm. Sie gelten als der bedeutendste seiner fünf Variationszyklen für Klavier zu 2 Händen und stellen ihn als Meister dieser Gattung zwischen Ludwig van Beethoven und Max Reger. In einzigartiger Weise verbindet das Werk Barockmusik mit Musik der Hochromantik. Es enthält ein Siciliano, eine Musette, einen Kanon und eine Fuge. Wie Bachs Goldberg-Variationen, Beethovens Diabelli-Variationen und Schumanns Sinfonische Etüden gehört op. 24 zu den wichtigsten Variationenwerken der Klavierliteratur.

## Autographen, Zueignung und frühe Rezeption
Brahms überschrieb das erste Autograph mit „Variationen für eine liebe Freundin“ und schenkte es Clara Schumann, der Witwe Robert Schumanns.

„Ich habe Dir Variationen zu Deinem Geburtstag gemacht, die Du noch immer nicht gehört hast, und die Du schon längst hättest einüben sollen für Deine Konzerte.“

Als Vorlage für den Erstdruck bei Breitkopf & Härtel fertigte Brahms ein zweites Autograph an, wobei er einiges korrigierte und auch manche bereits in das erste Autograph eingetragene Korrekturen übernahm. Wahrscheinlich kamen beim Korrekturlesen weitere kleine Änderungen hinzu. Im Druck ließ Brahms die Widmung an Clara Schumann fort.
Bevor das Werk im Juli 1862 bei Breitkopf & Härtel erschien, stellte Brahms es am 4. November 1861 einem Hamburger Privatkreis vor. Ebenfalls in Hamburg spielte es Clara Schumann am 7. Dezember und war enttäuscht von Brahms’ Teilnahmslosigkeit. Brahms äußerte dazu laut Clara Schumann, „er könne die Variationen nun nicht mehr hören, es sei ihm überhaupt schrecklich, etwas von sich hören zu müssen, unthätig dabei zu sitzen […]“. Brahms selbst führte sein op. 24 insgesamt achtzehnmal öffentlich auf, unter anderem in Oldenburg (Oldenburg), Wien, Zürich, Budapest, Dresden und Kopenhagen. In Verhandlungen mit den Verlegern Breitkopf & Härtel bezeichnete er dieses Werk als sein „Lieblingswerk“ und hielt es „für viel besser als [s]eine früheren Werke und auch für viel praktischer und also leichter zu verbreiten“.
Bei der einzigen persönlichen Begegnung mit Richard Wagner in dessen Wiener Wohnung am 6. Februar 1864 spielte Brahms sein op. 24 nach Max Kalbeck „auf ausdrücklichen Wunsch Wagners“, der anschließend „überzeugend […] über alle Details der Komposition sprach“, „den jungen Komponisten mit Anerkennung überschüttete“ und mit den Worten schloss: „Man sieht, was sich in den alten Formen noch leisten läßt, wenn einer kommt, der versteht sie zu behandeln.“

## Brahms und Händel
Mit Werken von Georg Friedrich Händel kam Brahms wohl schon als Schüler Otto Friedrich Willibald Cossels und Eduard Marxsens in Berührung. Anders als Franz Liszt und Richard Wagner wollte er an überlieferten Formen festhalten. Nach Gustav Jenner liebte er den Ausdruck „dauerhafte Musik“. So befasste er sich in den 1850er Jahren mit überkommenen Kompositionstechniken und besonders mit dem Kontrapunkt. Auf dem 34. Niederrheinischen Musikfest (Düsseldorf 1856) hörte er Händels Alexander-Fest. Als erstes Großwerk brachte er am 30. Dezember 1858 im Fürstlichen Residenzschloss Detmold Händels Messiah zur Aufführung. Nach der Bach-Gesellschaft Leipzig war 1856 die Georg Friedrich Händel-Gesellschaft in Halle (Saale) gegründet worden. Mit ihren Protagonisten Philipp Spitta und Friedrich Chrysander war Brahms über viele Jahre freundschaftlich verbunden. Er nahm regen Anteil am Entstehen von Bachs und Händels Gesamtausgaben, die er – neben denen von Frédéric Chopin, Heinrich Schütz und Robert Schumann – in seiner Wiener Bibliothek sammelte. Er transkribierte auch zwei Serien von Kammerduetten Händels, die Chrysander entdeckt und für die Veröffentlichung in seiner monumentalen Händel-Ausgabe vorgesehen hatte.

## Aufbau
Aus dem brieflichen Gedankenaustausch mit seinem Freund und Komponisten-Kollegen Joseph Joachim und mit dem Ehepaar Herzogenberg lässt sich erschließen, dass Brahms bei den Händel-Variationen den Typus der Phantasie-Variation mied und ähnlich wie schon in op. 21 „ein neues, streng am Thema orientiertes Variationskonzept“ anstrebte. Dieses Variationenwerk stützt sich daher „auf die harmonisch-metrische Gestalt des thematischen Materials, zugrundegelegt in der Bass-Struktur“. Insgesamt herrscht „das Bedürfnis nach einer streng formalen Anlage, in der […] alle Ebenen der Vorlage – Melodik, Metrik, Harmonik – gleichermaßen Grundlage der Variation sein sollten.“ Auch das Fugenthema erweist sich als eine Variation der Themenmelodie aus dem Vordersatz der Aria.
Wie die Aria stehen die meisten Variationen und die Fuge in B-Dur und im 4⁄4-Takt. Die Variationen bleiben in der Nähe des Themas.

### Aria

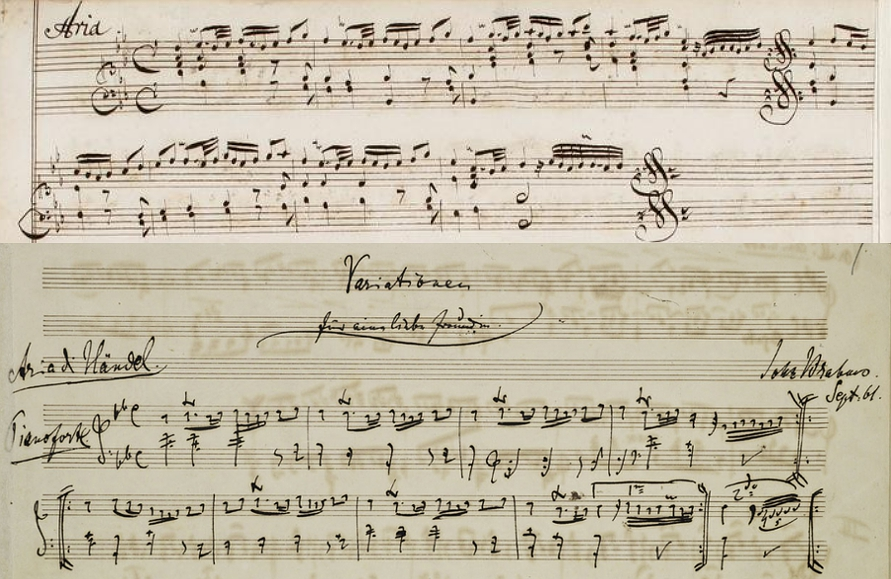
Vergleich des Themas bei Händel und bei Brahms

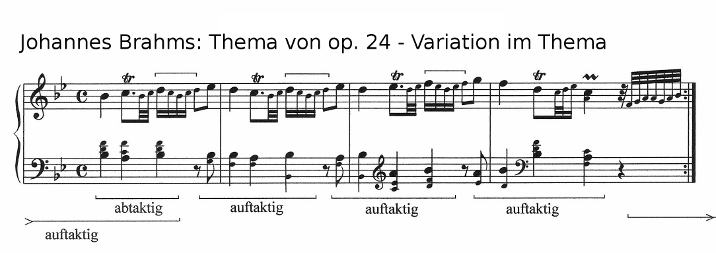
Grundstruktur des Themas, „Variation im Thema“ und metrische Ambivalenz, dargestellt am Vordersatz

Als Thema wählte Brahms die Aria der Suite B-Dur aus der 1733 in England als Raubdruck erschienenen 2. Sammlung von Georg Friedrich Händels Suites de pièces pour le clavecin, Händel-Werke-Verzeichnis 434. die in der Suite als Variationsthema dient. Er hatte sie in einem antiquarisch erworbenen Notendruck gefunden. Brahms übernahm die Aria nahezu notengetreu, lediglich statt der Händel’schen Zeichen für Pralltriller setzte er – außer im vierten Takt des Vordersatzes und in der prima volta des Nachsatzes – Trillerzeichen (tr), verwendete statt des Sopranschlüssels den Violinschlüssel, fasste die Begleitstimmen akkordisch zusammen und modifizierte den Schlusstakt geringfügig.
Das Thema besteht nach alter Regel aus zweimal vier Takten, also aus Vorder- und Nachsatz, die jeweils wiederholt werden. Eine im Grunde achtmal wiederholte, leicht abgewandelte Wendung bildet gleichsam eine „Variation im Thema“. Dazu trägt auch der permanente, doch leicht verschieden vorgenommene Wechsel b–a–b in den Unterstimmen des Vordersatzes und im zweiten und dritten Takt des Nachsatzes bei. Die Aria beginnt abtaktig, doch im Folgenden wirkt das zweite Achtel jeder vierten Zählzeit auftaktig. Dadurch und durch die themainternen Variationen hat sie einen gleichzeitig offenen und geschlossenen Charakter.

### Variationen
Bereits auf dem ersten Autograph stellte Brahms die Reihenfolge der Variationen 15 und 16 um. Das zeigt, dass er die einzelnen Variationen in einem Gesamtzusammenhang sah, der – auch durch diese Umstellung – eine sinnvolle Entwicklung vom Thema bis zur Fuge gewährleisten sollte. Deutlich in der Notation dieses Autographs, aber auch des Erstdrucks wirkt der Variationenteil wie ein weitgehend durchgehender, zusammenhängender Notentext, bei dem sich allerdings Gruppierungen abzeichnen. Dafür sorgen innerhalb der Gruppen thematische Bezüge und zur Abgrenzung beispielsweise Fermaten und im ersten Autograph ein gelegentlicher Neubeginn in einer neuen Zeile. Dass die Variationen als ein zusammenhängender Organismus empfunden werden, hat seine Ursache auch im beibehaltenen 4⁄4-Takt, der in der 10. Variation durch Achteltriolen bereits in die Richtung auf die die 4⁄4-Takte vertretenden 12⁄8-Takte der 19., der 23. und der 24. Variation hinweisen. Beibehalten wird demnach ein vereinheitlichendes Vierer-Metrum.
| Variation I Die erste Variation wird durch einen Auftakt aus fünf 32tel-Noten in der seconda volta des Themenendes übergangslos mit dem Thema verbunden, an dem sie sich noch stark orientiert: in der Oberstimme am Melodiegerüst, in den Unterstimmen an den Wechselnoten b-a-b und am grundlegenden Bass. Rechte und linke Hand bilden sich komplementär ergänzende durchgehende 16tel im staccato. Betonte Akkorde auf halben Zählzeiten erzeugen synkopische Wirkungen, wodurch die 16tel-Bewegung in den Hintergrund gelangt. |

| Variation II Die zweite Variation bildet zur ersten, rhythmisch akzentuierten Staccato-Variation einen starken Gegensatz: durchwegs ist legato vorgeschrieben. Durch eine animato auszuführende Überlagerung von Achteln und Achteltriolen sowie durch chromatische Wechselnoten in der vom Melodiegerüst des Themas geprägten Oberstimme und chromatische Gängen in den Unterstimmen verwischen die Konturen. Häufige crescendi und decrescendi innerhalb eines piano unterstützen das Auf und Ab dieser Variation. Übergangslos mündet die zweite Variation in die dritte. |

| Variation III In der dritten, dolce und p zu spielenden Variation wechseln sich rechte und linke Hand – begleitet von im staccato angetippten Akkorden und Basstönen – mit Vorhalten zum Melodiegerüst des Themas ab. Im Nachsatz wird die schon in der zweiten Variation angedeutete Tendenz zur Mollvariante deutlicher, die dann die 5. und 6. Variation prägt. Auch die 3. Variation geht nahtlos in die nächste über, sichtbar an dem unvollständigen Schlusstakt in der seconda volta, dessen fehlendes Sechzehntel vom Auftakt der 4. Variation ergänzt wird. |

| Variation IV Im starken Gegensatz zur vorherigen Variation steht die direkt anschließende vierte Variation. Auch sie lebt von einem thematischen Dialog zwischen linker und rechter Hand. Die risoluto und staccato zu spielenden Oktaven sind jeweils dann akkordisch aufgefüllt, wenn sie rhythmische Akzente setzen sollen, besonders wenn sie als abgetrennte sforzato-16tel synkopisch wirken. Im Nachsatz bestätigt sich die schon in vorherigen Variationen vollzogene Hinwendung zur Mollvariante. |

| Variation V und Variation VI Die fünfte und die sechste Variation stehen in der Tonika-Variante b-Moll und verwenden den die Mollwirkung verstärkenden Neapolitaner. Sie bilden dadurch ein aufeinander bezogenes Paar. Während in der fünften, mit espressivo überschrieben Variation die Melodie des Themas in der Oberstimme, mit kurzen crescendi und Akzenten versehen, verarbeitet wird und die Unterstimme aufgelöste Akkorde dazu spielt, sind die beiden in Oktaven geführten Stimmen im leise, legato und ohne Akzente vorzutragenden, zu Beginn des Nachsatzes in der Umkehrung gesetzten Kanon der sechsten Variation völlig gleichberechtigt. Beide Stimmen zitieren das 16tel-Motiv aus dem ersten Takt des Themas. Eine Fermate auf dem Schlussstrich des letzten Taktes bewirkt eine Zäsur vor dem nächsten Variationenpaar. |

| Variation VII und Variation VIII Diese beiden ineinander übergehenden, con vivacitá vorzutragenden Variationen werden von einem Rhythmus geprägt, der zwischen daktylischer und anapästischer Wirkung wechselt und im Nachsatz der Aria vorgebildet ist. Während dieser Rhythmus in der siebten Variation alle Stimmen erfasst, dient er in der achten Variationen dazu, den in der Unterstimme liegenden Orgelpunkten auf der Tonika und der Dominante einen ostinaten Rhythmus zu verleihen. Die zwei Oberstimmen der achten Variation sind im doppelten Kontrapunkt komponiert, was dazu führt, dass der Nachsatz der achten Variation auf die doppelte Länge erweitert wird. In beiden Variationen kommen Ausweichungen vor, in der siebten nach d-Moll und Es-Dur, in der achten nach b-Moll und Es-Dur. Zwar entsteht auch nach diesem Variationenpaar durch eine Fermate über dem Schlussstrich eine Zäsur, doch wird durch den unvollständigen letzten Takt auch angezeigt, dass die achte und die mit einem 16tel-Auftakt beginnende neunte Variation zusammengehören. |

| Variation IX Die neunte Variation, poco sostenuto und legato gespielt, bringt in der in Oktaven fortschreitenden Unterstimme mehrmals über Orgelpunkten auf verschiedenen tonalen Ebenen und unter dem Einsatz des Pedals den Themenkopf aufwärts diatonisch und anschließend in der Umkehrung chromatisch aufgefüllt abwärts. Die oktavierte Oberstimme besteht aus einer chromatischen Tonleiter abwärts, die mit Triolengestalten erweitert wird. Die zweitaktigen Abschnitte beginnen jeweils mit Sforzati auf den 16tel-Auftakten und der folgenden Eins des Taktes und enden nach einem decrescendo auf einer Zwischendominante oder der Tonika des jeweiligen Abschnittes. Bei den letzten zwei Takten führt die Unterstimme in ihrem zweiten Teil nicht abwärts, sondern aufwärts zum oktavierten b′, dem Ende der Tonleiter. Die tonalen Ebenen sind nacheinander B-Dur, D-Dur, B-Dur, D-Dur, F-Dur, B-Dur, Fis-Dur=Ges-Dur und B-Dur. Über dem Schlussakkord steht eine Fermate. |

| Variation X Forte und energico beginnen die beiden Teile des Vordersatzes, die wie die gesamte Variation von Achtel-Triolen geprägt sind. Linke und rechte Hand setzen im Wechsel die ungefähre Grundgestalt der Themenmelodie zusammen und gelangen dabei in immer tiefere Oktavlagen. Die Dynamik nimmt ab und die beiden Teile enden jeweils pp. Gleichzeitig wird aus dem hellen B-Dur ein dunkles b-Moll. Im weitgehend forte gehaltenen Nachsatz scheint sich b-Moll nach einer Ausweichung nach Ges-Dur durchzusetzen, doch der dynamisch zurückgenommene Schluss bietet keinen vollständig abschließenden Dreiklang, sondern eine ambivalent wirkende leere Quinte. Die dadurch erzeugte Spannung löst sich erst im B-Dur der nächsten Variation. |

| Variation XI und Variation XII Die elfte und die zwölfte Variationen bilden das nächste Variationen-Paar. Vom kurzen Vorschlag b′ ausgehend wird im Vordersatz der elften Variation die Grundgestalt des Themenkopfes einmal in B-Dur und einmal in d-Moll mit Achtelnoten umspielt. Der Nachsatz dieser leise gehaltenen, nur im Nachsatz bei einer Stimmverdichtung mit zweistimmigen Nachahmungen über einer chromatisch aufwärts führenden Basslinie crescendierenden Variation ist freier komponiert. Das dolce der elften Variation wird in der direkt anschließenden zwölften Variation durch ein soave im Pianissimo ersetzt. Wie in vielen vorherigen Variationen wird auch hier die Grundgestalt der Themenmelodie im Vordersatz zwischen linker Hand und rechter Hand aufgeteilt. Die linke Hand spielt sie in ruhigen Vierteln und Achteln, die rechte umspielt sie mit Sechzehntelnoten. Vorhalte und chromatische Durchgänge bestimmen den Vorder- und den Nachsatz, in dem eine Wendung nach b-Moll und der Neapolitanische Sextakkord besondere harmonische Wirkungen erzielen. |

| Variation XIII Largamente, ma no piú ist die dreizehnte Variation überschrieben. Sie bildet den gewichtig wirkenden Mittelpunkt der Variationenreihe, ist in b-Moll und soll laut und espressivo gespielt werden. Im Vordersatz kann man in der Oberstimme die variierte Grundgestalt der Themenmelodie und in der nachschlagenden Begleitung die Wechselnoten b-a-b der Themenunterstimmen erkennen. Ausweichungen in das parallele Des-Dur verändern den Mollcharakter dieser Variation ein wenig. Die weitgehend in Sexten geführte Oberstimme weist bereits auf die Sexten-Passagen der nächsten Variation hin. |

| Variation XIV Die vierzehnte Variation – wieder zurück in B-Dur – vermittelt zwischen der vorherigen und der nachfolgenden. Von der dreizehnten Variation übernimmt sie die Folgen von Sexten in der rechten Hand und wie die fünfzehnte verarbeitet sie das 16tel-Motiv aus dem ersten Takt der Aria. Die gesamte Variation lehnt sich stark an das Thema an, besonders augenfällig im ersten Teil des Nachsatzes. Schwungvoll, in freiem Vortrag (sciolto), mit einigen antreibenden forte-Bezeichnungen, Sforzati und Akzenten versehen mündet sie direkt in die nächste Variation ein. |

| Variation XV und Variation XVI Ursprünglich waren diese beiden Variationen in umgekehrter Reihenfolge vorgesehen, doch Brahms stellte die Reihenfolge bereits auf dem ersten Autograph um. Der Grund dafür ist unbekannt. Beide Variationen können als Variationenpaar gesehen werden, was nicht zwingend so ist, da sie durch eine Fermate getrennt werden und die sechzehnte Variation direkt mit der siebzehnten verbunden ist. Sie verwenden das 16tel-Motiv aus dem ersten Takt der Aria, das auch die sechste und die vorangehende vierzehnte Variation kennzeichnet. Die fünfzehnte Variation ist homophon gesetzt. Im Vordersatz wird die Unterstimme des mit Hornquinten versehenen 16tel-Motivs nach unten oktaviert und entspricht damit dem vorgeschriebenen forte. Im Nachsatz weicht Brahms wie schon in anderen Variationen nach b-Moll aus. Für die gesamte Variationenfolge einzigartig ist, dass diese Variation auf fünfzehn Takte ausgeweitet wurde. Die piano gehaltene sechzehnte Variation ist polyphon. Das 16tel-Motiv wird etwas variiert und zweistimmig mit enggeführten Nachahmungen verarbeitet. Die kontrapunktierenden Achtel sollen staccato und marcato gespielt werden. Dieser Variation folgt nahtlos die nächste. |

| Variation XVII In der insgesamt leisen, più mosso überschriebenen siebzehnten Variation werden die abwärts gerichteten Staccato-Achtel der Ober- und der Unterstimme der vorherigen Variation weitergeführt. Sie bilden den Rahmen für eine mit legato und einem kurzen An- und Abschwellen ausdrucksstark gestaltete, zweistimmige Mittelstimme. Diese Mittelstimme ist der Melodieträger und orientiert sich an der Grundgestalt der Themenmelodie. Im Nachsatz berührt die Variation b-Moll und Des-Dur sowie vom Pedal unterstützt Es-Dur und endet in der Haupttonart B-dur. |

| Variation XVIII Die achtzehnte Variation wird durch eine Fermate von der vorherigen abgetrennt, obwohl sich beide Variationen im Wesentlichen ähneln. Linke und rechte Hand teilen sich die auch hier zweistimmig gesetzte, aber synkopische, mit portato und legato differenziert bezeichnete, variierte Themenmelodie auf. Vom Pedal unterstützt wird sie von meist abwärts gerichteten zerlegten Akkorden umrankt. Auch die achtzehnte Variation durcheilt im Nachsatz b-Moll, Des-Dur und es-Moll/Es-Dur und endet in der Haupttonart. |

| Variation XIX Die Bezeichnung dieser Variation lautete im ersten Autograph zunächst molto vivace und wurde dann in vivace e leggiero und im Druck schließlich in leggiero e vivace umgeändert. Alle drei Bezeichnungen verhindern, dass sich das Metrum aus viermal drei Achteln in ein gemächliches Dreiermetrum aus je vier Dreiachteltakten auflöst. So entsteht ein heiteres Siciliano, das mit den Pralltrillern einen barockisierenden Charakter annimmt. Die Töne der Themengrundgestalt werden auf Unter- und Mittelstimmen verteilt, was durch das Hervortreten der mit Punktierungen und Prallern versehenen Stimmen verunklart wird. Der Vordersatz wird eine Oktave höher wiederholt, wobei die Punktierungen und Praller in die Oberstimme gelangen. Beim Nachsatz wird die Wiederholung wegen des unterschiedlichen Auftaktes und der auch hier bei der Wiederholung in die Oberstimme verlagerten Punktierungen und Pralltriller ausgeschrieben. Dem letzten Takt fehlt ein Achtel, das sich im Auftakt der nächsten Variation finden lässt. |

| Variation XX Obwohl durch den Achtel-Auftakt mit der vorherigen Variation verbunden, zeigen die beiden Variationen nur eine Gemeinsamkeit: Der Vordersatz wird eine Oktave höher wiederholt, was diesmal auch im Nachsatz geschieht. Sonst bietet die chromatisch angelegte zwanzigste Variation insgesamt einen starken Gegensatz zur harmonisch einfachen neunzehnten. In der Oberstimme wird die diatonische Grundgestalt der Themenmelodie chromatisch aufgefüllt. In der zweiten Hälfte des ersten Taktes ergibt sich ein mehrmals verwendetes neues viertöniges Achtel-Motiv, das auch im Nachsatz wieder auftaucht, und dessen Expressivität durch ein dynamisches Anschwellen hin zum dritten Achtel, gefolgt vom sofortigen decrescendo verstärkt wird. Der zunächst in Achteln aufwärts gerichteten Oberstimme entgegen wirkt eine chromatisch abwärts schreitende Bassstimme in Vierteln. Der Nachsatz wird geprägt von zunächst aufwärts, dann abwärts führenden chromatischen Tonleiterabschnitten in der Unterstimme, über denen Zwischendominanten bis hin zum A-Dur-Dreiklang als Dominante von D-Dur und enharmonische Verwechslungen Spannungen aufbauen, die sich schließlich doch im B-Dur-Dreiklang lösen. Die insgesamt leise Variation verlangt ein strenges legato. |

| Variation XXI Im Gegensatz zur chromatischen zwanzigsten Variation wird die einundzwanzigste ganz von einer schlichten, diatonisch geprägten „Pendelharmonik“ im parallelen g-Moll beherrscht. Außer den Hauptdreiklängen werden nur wenige Zwischendominanten genutzt. Im letzten Takt wird die Mollwirkung durch einen neapolitanischen Sextakkord verstärkt. Der besondere Reiz der mit piano, dolce und espressivo bezeichneten Variation liegt in der Überlagerung von zerlegten Akkorden, die in der Oberstimme aus Achteltriolen und in der Unterstimme aus regulären Sechzehnteln bestehen. Im ersten Autograph wies Brahms darauf hin, dass die kurzen Vorschläge zu den Triolen einen Pizzicato-Effekt hervorrufen sollen. Zusammen mit dem b′ des ersten Akkordes bilden diese Vorschlagsnoten die Grundgestalt der Themenmelodie nach, so wie sie in B-Dur vorgegeben ist. |

| Variation XXII Leise, mit Pedaleinsatz, und deutlich hervorgehobenen Tönen eines Borduns aus der Duodezim b-f″ oder an wenigen Stellen des Orgelpunktes auf b bildet die zweiundzwanzigste Variation einen retardierenden Haltepunkt vor den nächsten drei, zur Fuge drängenden Variationen. Sie hat Merkmale einer Musette und ist entsprechend in allen musikalischen Parametern äußerst einfach gehalten. Die Grundmelodie klingt nur an; deren Sechzehntelfigur erscheint in Umkehrung und in Zweiunddreißigsteln in der zweiten Stimme. Die Harmonik des Nachsatzes, dessen Lautstärke vorübergehend zunimmt, erinnert an die des Themennachsatzes. Sofort folgt die dreiundzwanzigste Variation, die den Gedanken des Orgelpunktes in tiefer Lage übernimmt. |

| Variation XXIII und Variation XXIV Die beiden vivace zu spielenden Variationen bilden ein ineinander übergehendes Variationenpaar mit identischer Form. Sie stehen im 12⁄8-Takt und ähneln dadurch der zehnten Variation, in der die vier Dreiereinheiten eines Taktes allerdings als Triolen notiert sind. Ihre Vordersätze stehen auf einem Orgelpunkt (Variation XXXIII) beziehungsweise auf einer Bordunquinte (Variation XXIV) und pendeln zwischen dem B-Dur-Dreiklang und dem manchmal vollständigen, manchmal unvollständigen verminderten Septakkords a-c-es-ges. Die Nachsätze beginnen mit der Dominante und bringen danach den Quartsextakkord ges-c-es. Kurz darauf wird das ges zum fis enharmonisch umgedeutet, wodurch sich ein chromatisch aufwärts drängender Bass vom Fbis zum B ergibt. Beide Variationen haben nahezu denselben dynamischen Verlauf, der im Ansatz leise ist, immer wieder kurze Crescendi zum forte verlangt und insgesamt von leise nach laut führt. Im Wesentlichen ist die fünfzehnte Variation eine figurierte vierzehnte Variation. Deren aus Achtelnoten bestehende gebrochenen Akkorde werden teilweise mit 16tel-Noten aufgefüllt. Dadurch entsteht in der fünfzehnten Variation eine stringente durchlaufende 16tel-Bewegung, die ohne eigentliches Ende am Ende mit der Terz ges-b den verkürzten Sextakkord der Mollsubdominante bringt. Ihm folgt ohne Halt das klare B-Dur der letzten Variation. |

| Variation XXV Fortissimo folgt die fünfunftwanzigste Variation. Die einfache Harmonik entspricht ganz der des Themas. Im Vordersatz stecken in den Akkorden der rechten Hand die Stammnoten der Themenmelodie. Rechte und linke Hand ergänzen sich akkordisch zu durchgehenden, komplementären Sechzehnteln. Nur an betonten Stellen auf der Drei der Takte werden die Akkorde als punktierte Noten ausgehalten, sonst im Staccato als Achtel mit einer Sechzehntelpause von der dazugehörigen Sechzehntelnote abgetrennt. |

### Fuga

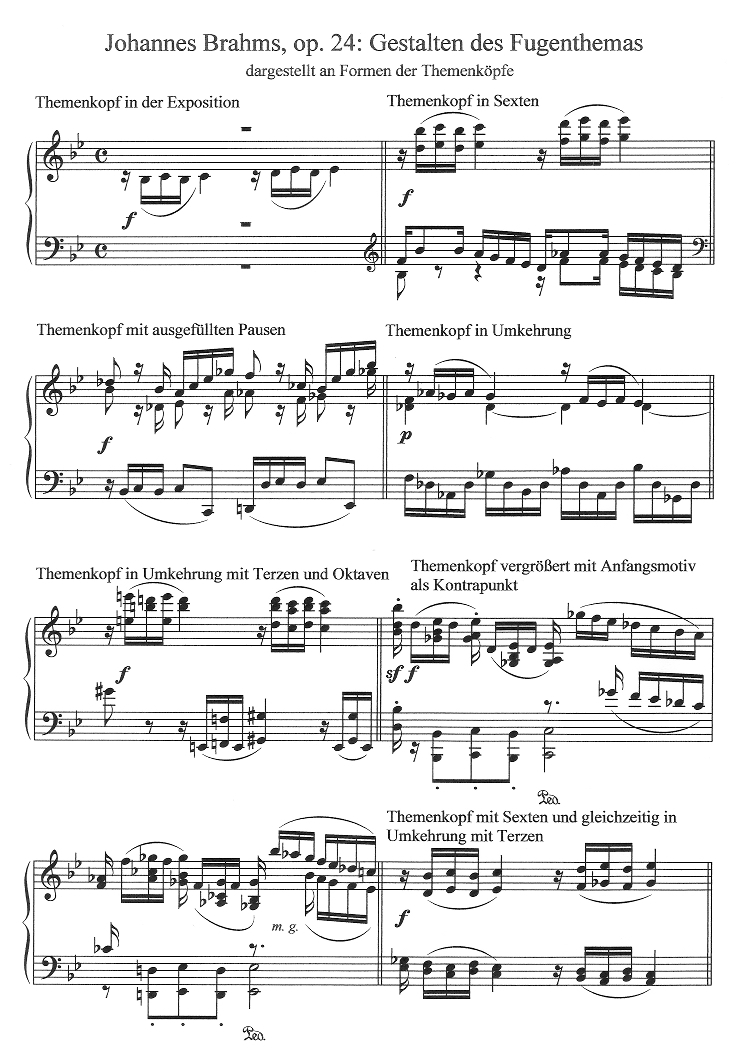
Vielfalt in der Gestaltung des Fugenthemas, dargestellt an Formen des Themenkopfes

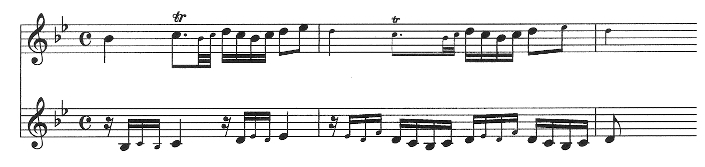
Entwicklung des Fugenthemas (unten) aus der Melodie der Aria (oben)

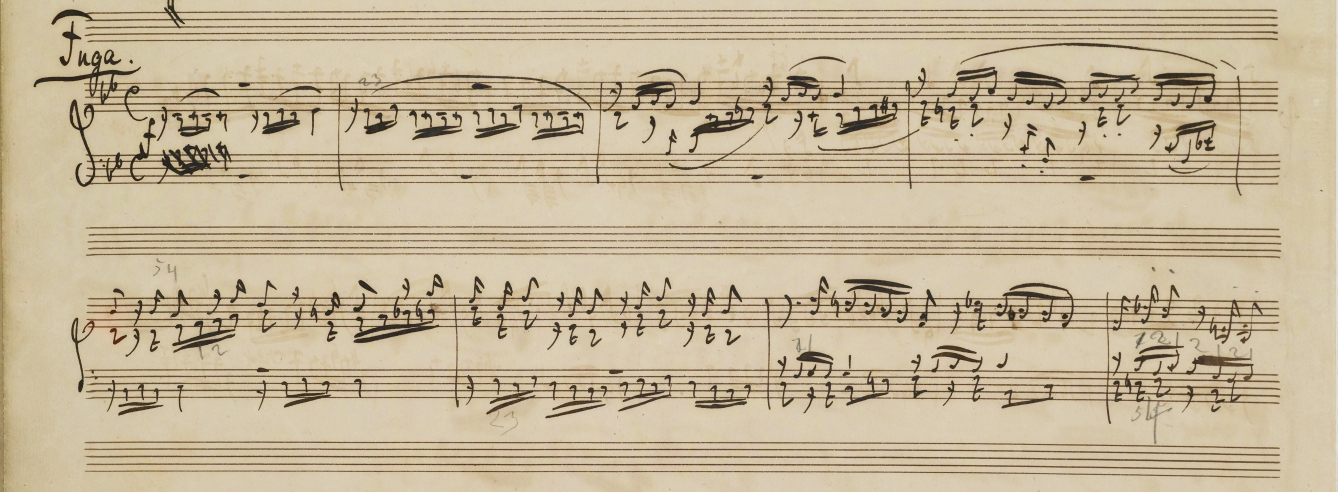
Beginn der Fugen-Exposition (Ausschnitt aus dem ersten Autograph)

„Auch das Fugenthema ist eine Variation des Händel-Themas; denn die jeweils ersten Töne der vier Viertel (b, c, d, es) des Fugenthemas entsprechen den bestimmenden Melodietönen des Händelschen Themas. Auch die zuvor in den Variationen verwendete Figur des 3. Viertels im Hauptthema findet sich als 2. Viertel im 2. Takt des Fugenthemas wieder. Die Fuge selbst ist ungewöhnlich klangmächtig, im Aufbau frei, in Einzelheiten jedoch streng. Das Klangmächtige äußert sich unter anderem in den Terz-, Sexten-, Oktaven- und Sext-Oktavengängen sowie in mannigfachen Akkordbrechungen. Die Strenge offenbart sich in der Verwendung von Umkehrungen, Vergrößerungen, Koppelung des Grundmotivs mit seiner Umkehrung, Gleichzeitigkeit mehrerer Motive oder ihrer Umkehrung und so fort. Klangmacht und Satzstrenge führen besonders in der orgelpunktartigen Schlußsteigerung zu großartigen Wirkungen, vor allem dort, wo nach der Vorbereitung (‚Orgelpunkt‘ im hohen f) das tiefe F immer wieder angeschlagen wird, in den Mittelstimmen Motiv und Umkehrung sich verschränken und die Gegenstimme in Oktaven aus der Höhe herabstürzt.“